# Cailleach
 (janvier 2014).

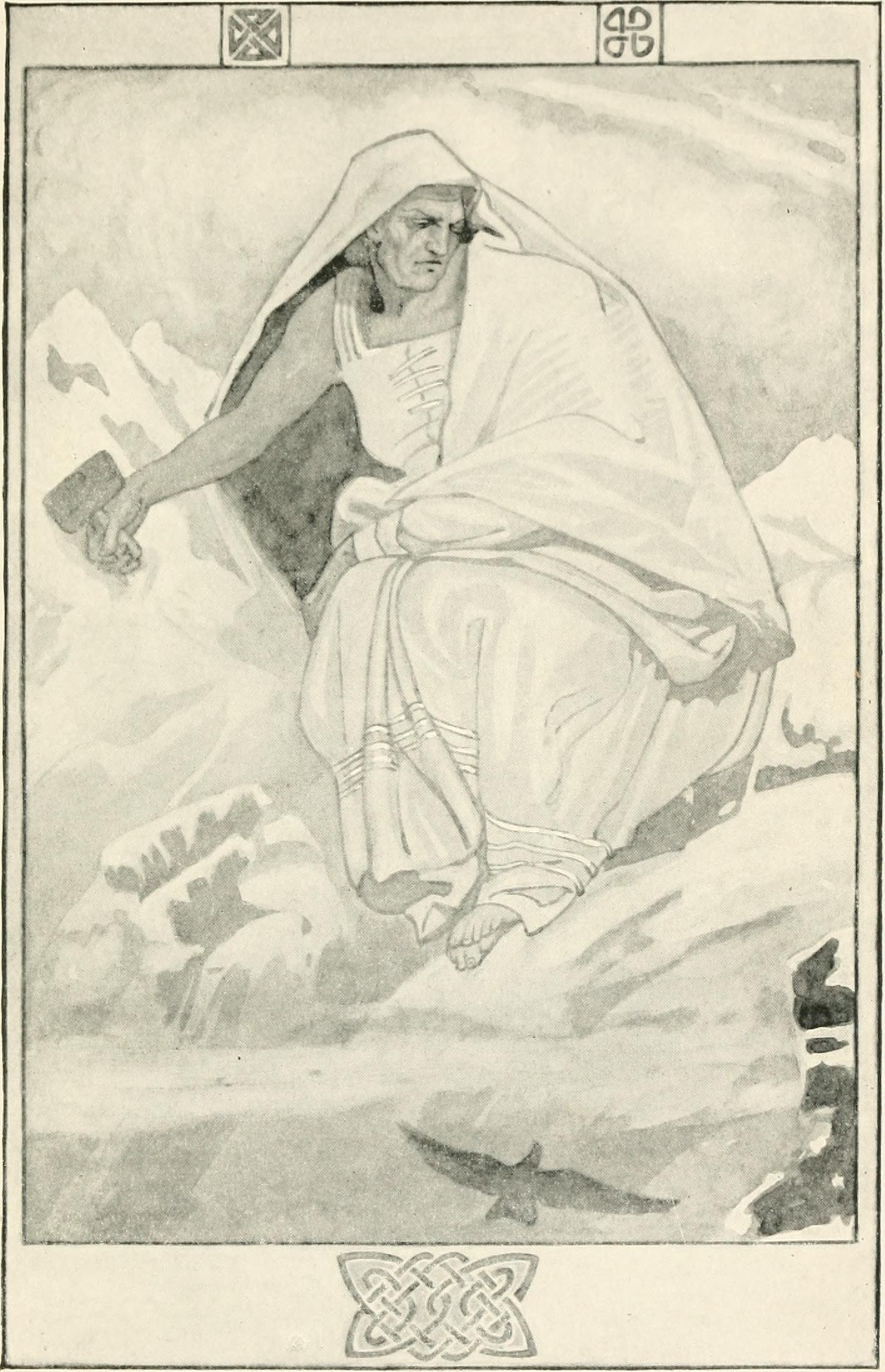
Cailleach sur des montagnes.

Dans la mythologie gaélique (irlandaise, écossaise et mannoise), la Cailleach est une sorcière divine, une déesse mère et divinité du climat, et possiblement une déité ancestrale.
Elle est aussi connue sous le nom de la Cailleach Bhéara(ch) ou Bheur(ach).

## Étymologie
Le mot cailleach signifie « sorcière » en gaélique écossais moderne, et a été appliqué à de nombreux personnages mythologiques en Irlande, en Écosse et l'île de Man.
Au pluriel, Cailleachan, ce sont des sorcières du temps/vent et la personnification des forces élémentaires de la nature surtout dans leur aspect destructeur. Actuellement, en Écossais, le mot Cailleach veut dire sorcière/vieille femme, idem en Irlande et sur l'île de Man. Mais les étymologistes pensent que cela viendrait plutôt de l’irlandais ancien : caillech (la voilée) qui viendrait du latin pallium (couverture) avec chute du p.

## La bâtisseuse
En Écosse, on attribue à la Cailleach la création de nombreuses montagnes et collines. On dit que ces collines ont été formées quand elle traversa le pays en semant par erreur des pierres tombant de son panier ou nasse de pêche. Dans d'autres cas elles lui servent de marche pied. Elle a donc la fonction d'une fée bâtisseuse.

## Déesse des saisons froides
En Écosse, elle est connue comme Beira, reine des Neiges. Elle y personnifie l'hiver de plusieurs façons : 
- elle garde des cerfs,
- elle combat le printemps,
- son bâton glace le sol (permafrost).

Elle est considérée comme la doublon hivernal de Brighde, la déesse, régissant les mois d'hiver entre Samhainn et Bealltainn, et Brighde même entre Bealltainn et Samhainn. Soit on les considère comme deux faces d'une même déesse, soit on décrit la Cailleach se transformant en pierre à la fin de l'hiver. Selon le climat local, cette date de transformation se situe soit à La Fheill Brighde (1er févr.), Latha na Cailliche (25 mars), ou Beltaine (1er mai).

### Le couple Brigitte Cailleach
La Fheill Brighde (1er fév.) est la date à laquelle la Cailleach ramasse du bois pour le reste de l'hiver. L'on dit que si elle veut que l'hiver dure plus longtemps, elle s'assure qu'il fasse beau ce jour-là, pour qu'elle puisse tranquillement ramasser une grande quantité de bois pour que l'hiver dure d'autant plus longtemps. S’il fait mauvais le 1er février, la Cailleach ne se sera pas réveillée, et elle n'aura bientôt plus de bois. Elle ne fera donc pas durer l'hiver.
Sur l’île de Man elle est connue comme la Caillagh ny Groamagh et elle a la forme d’un grand oiseau portant des branches dans son bec.
En France elle est fêtée comme "La Vieille" du carnaval, ou la "Vieille Carème".
La Cailleach existe encore dans le folklore gaélique actuel. Les festivals locaux annonçant le début du printemps peuvent aussi être nommés d’après le Cailleach ou Brigitte.
En Écosse et en Irlande, le premier paysan à avoir fini la récolte fait une poupée de fanes de maïs/blé appelée le carlin ou carline fait avec les dernières plantes récoltés. Il la jette ensuite dans le champ d’un voisin qui n’a pas encore fini la récolte. Le dernier cultivateur a la responsabilité du carlin pour l’année à venir, c’est-à-dire qu’il doit héberger et nourrir la sorcière tout l’hiver. La compétition était féroce pour éviter d’avoir « la Vieille » à la maison.

## Chaudron
Sur la côte ouest de l’Écosse, la Cailleach est dite laver son féileadh mòr (plaid) dans la Coire Bhreacain (chaudron du plaid) pendant trois jours. Le bruit du tourbillon s’entend à des kilomètres (32 km) pendant ce laps de temps. Le plaid en ressort blanche. Quand le lavage a fini la neige recouvre le pays. Certains (dont Kuno Meyer) pensent que le poème irlandais The Lament of the Old Woman of Beare (la lamentation de la veille femme de Beare) parle de la Cailleach, elle y est « mère des tribus d’Irlande »
Elle est souvent représentée comme une sorcière tournant dans un chaudron.